# Michael C. Hall
Michael Carlyle Hall (* 1. února 1971) je americký herec. Jeho nejznámější role jsou David Fisher v seriálu televize HBO s názvem Odpočívej v pokoji a hlavní role Dextera Morgana v seriálu Dexter. V roce 2009 za svou roli v Dexterovi získal Screen Actors Guild Award a Zlatý glóbus.

## Dětství
Narodil se v Raleigh v Severní Karolíně. Jeho matka Janice Styons Hall je vysokoškolskou poradkyní a jeho otec William Carlyle Hall pracoval pro IBM. Vyrostl jako jejich jediné dítě, jeho sestra zemřela v dětství před jeho narozením. Jeho otec v roce 1982 zemřel na rakovinu prostaty, když bylo Michaelovi jedenáct let.
Navštěvoval Ravenscroft School v Raleigh a absolvoval ji v roce 1989. Poté absolvoval v roce 1993 Earlham College a plánoval, že se stane advokátem. Později navštěvoval Newyorský univerzitní program zaměřený na umění v New Yorku.

## Kariéra
Na začátku jeho herecké kariéry hrál ve hře What Love Is během druhého ročníku na Ravenscroft School. Když byl ve třetí třídě, tak začal zpívat v chlapeckém pěveckém sboru, poté od střední školy začal vystupovat v muzikálech jako Za zvuků hudby, Oklahoma! a Šumař na střeše.
Jeho herecká kariéra začala v divadle. Objevil se mimo Broadway na Newyorském Shakespearovském festivalu ve hrách Macbeth a Cymbelín, ve hrách Timon of Athens a Jindřich V. v New York Public Theater, The English Teachers v Manhattan Class Company a v kontroverzní hře s názvem Corpus Christi v Manhattan Theatre Club. V Los Angeles se objevil ve hře Skylight v Mark Taper Forum.

### Muzikály
V roce 1999 ho režisér Sam Mendes obsadil do role konferenciéra v muzikálu Kabaret, což byla jeho první role na Broadwayi.
V roce 2003 hrál roli Billyho Flynna v muzikálu Chicago. V roce 2005 se objevil mimo Broadway v premiéře hry Noaha Haidla Mr. Marmalade, kde hrál hlavní roli, imaginárního přítele citově narušené dívky.

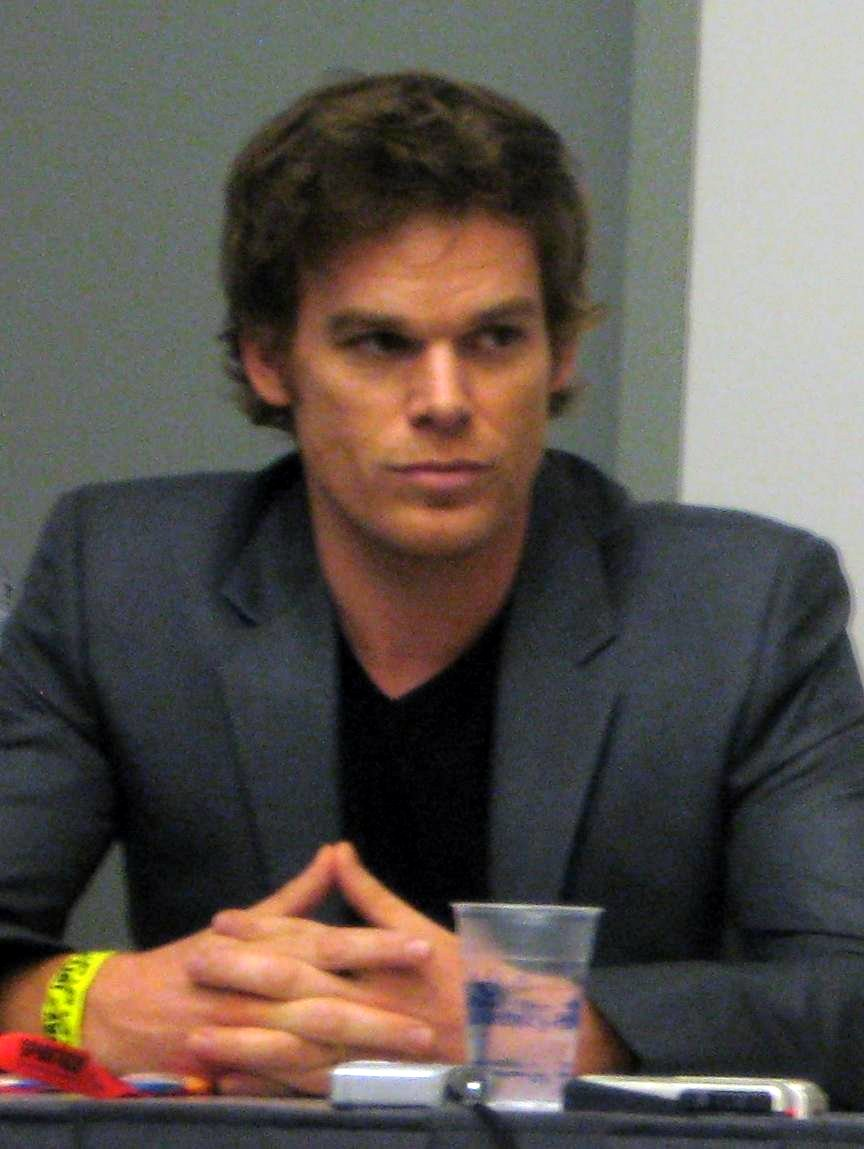
Hall v roce 2009 na Comic Conu

### Odpočívej v pokoji
Mendes ho navrhl na roli uzavřeného Davida Fishera, když Alan Ball začal obsazovat televizní seriál Odpočívej v pokoji.
Za první sérii v tomto seriálu obdržel nominaci na cenu Emmy za Nejlepšího herce v hlavní roli v dramatickém seriálu a nominaci na cenu AFI za Herce roku 2002. Kromě toho po celých pět let, co byl v seriálu, získal nominace na Screen Actors Guild za Nejlepší výkon herců v dramatickém seriálu; v letech 2003 a 2004 tuto cenu vyhrál.

### Dexter
V současné době hraje hlavní roli v seriálu Dexter. Současně je v seriálu i ko-producentem. Hraje zde hlavní roli, krevního specialistu v Miamské policii, který je také sériovým vrahem. V seriálu hraje také Dexterovu nevlastní sestru Debru jeho bývalá manželka, herečka Jennifer Carpenterová.
Seriál měl premiéru 1. října 2006 a pátá série začala 26. září 2010. Za svou roli byl třikrát nominován na cenu Emmy v kategorii Vynikající herec v hlavní roli v dramatickém seriálu a to v letech 2008, 2009 a 2010. Seriál byl nominován jako takový v letech 2008, 2009 a 2010 v kategorii Dramatické seriály. V roce 2007 vyhrál cenu Asociace televizních kritiků za Individuální úspěch v dramatu. V roce 2007 a 2008 byl nominován na Zlatý glóbus v kategorii Nejlepší výkon herce v televizním dramatu, než v roce 2010 cenu konečně získal. Ve stejném roce vyhrál Screen Actors Guild Award za Vynikající výkon herce v dramatickém seriálu.
4. prosince 2010 Showtime oznámila, že se Dexter vrátí na šestou sérii a že je možná i sedmá série. Šestá série měla premiéru 2. října 2011. 18. listopadu 2011 bylo oznámeno, že Dexter bude mít sedmou a osmou poslední sérii. Sedmá série měla premiéru 30. září 2012.

### Filmy
Mezi filmy, ve kterých se objevil patří film z roku 2003 s názvem Výplata, sci-fi thriller Gamer z roku 2009, komedie Peep World a Blissovy trampoty, obě z roku 2011. V roce 2018 si zahrál menší roli ve filmu Noční hra.

### Reklamy
V roce 2009 namluvil několik reklam pro americkou automobilovou společnost Dodge, zahrnující Challenger, Charger, Durango, Grand Caravan, Journey a také Jeep Grand Cherokee.

## Osobní život
Je veganem. 
1. května 2003 se oženil s herečkou Amy Spangerovou; v létě po svatbě hráli oba v muzikálu Chicago, Michael hrál roli Billyho Flynna a Amy hrála Roxie Hart. Pár se rozdělil v roce 2005 a v roce 2006 se rozvedli.
31. prosince 2008 oznámil, že chodí se svou kolegyní Jennifer Carpenterovou, která hraje společně s ním v seriálu Dexter jeho nevlastní sestru Debru Morgan. Chodili spolu rok a poté se vzali. 18. prosince 2010 podala Carpenter žádost o rozvod; žili odděleně od srpna 2011. Rozvod proběhl v prosinci 2011.
Na podzim roku 2012 začal chodit s Morgan Macgregor. Dvojice se vzala dne 29. února 2016.

### Rakovina
13. ledna 2010 jeho agent a mluvčí potvrdili, že onemocněl Hodgkinovou nemocí a že se léčí. Rakovina byla na ústupu a Michael pokračoval v léčbě. Mnoho jeho kolegů a přátel médiím přiznalo, že ani netušili, že touto nemocí Michael trpí, protože neprojevoval žádné známky onemocnění. Vyjádřil obavy, hlavně proto, že v dětství se vyhýbal lékařům kvůli operaci kýly.
V roce 2010 přišel převzít Zlatý glóbus a Screen Actors Guild Award s čepicí na hlavě, která zakrývala jeho vypadané vlasy kvůli chemoterapii. 25. dubna 2010 Carpenterová oznámila, že byl Michael plně vyléčen a že se vrací zpět k práci na nové sérii Dextera.

### Charitativní činnost
Je hrdý na to, že jeho jméno nesou některé charitativní organizace a říká, že jejich práci obdivuje. V současné době je tváří kampaně Leukemia & Lymphoma Society's Light The Night. Nedávno také spolupracoval s americkou kosmetickou společností Kiehl, když vytvořili limitovanou edici, která podpoří Waterkeeper Alliance, ekologické neziskové společnosti, která usiluje celosvětově o čistou a bezpečnou vodu.

## Filmografie

### Film
| Rok  | Název                                | Role                          |
| ---- | ------------------------------------ | ----------------------------- |
| 2003 | Výplata                              | Agent Klein                   |
| 2004 | Ošizeni                              | Jonathan                      |
| 2009 | Gamer                                | Ken Castle                    |
| 2010 | Peep World                           | Jack                          |
| 2011 | Blissovy trampoty                    | Morris Bliss                  |
| 2013 | Zbav se svých miláčků                | David Kammerer                |
| 2014 | Pachuť pomsty                        | Richard Dane                  |
| 2015 | Liga spravedlivých: Bohové & monstra | Kirk Langstrom/ Batman (hlas) |
| 2016 | Christine                            | George Peter Ryan             |
| 2016 | After Adderall                       | Režisér                       |
| 2017 | Mark Felt: Muž, který zradil         | John Dean                     |
| 2017 | The Gettysburg Address               | Leonard Swett (hlas)          |
| 2018 | Noční hra                            | Bulhar                        |
| 2019 | In the Shadow of the Moon            |                               |
| 2019 | The Report                           | Thomas Eastman                |

### Televize
| Rok       | Název                                        | Role                          | Poznámky                            |
| --------- | -------------------------------------------- | ----------------------------- | ----------------------------------- |
| 2001–2005 | Odpočívej v pokoji                           | David Fisher                  | 63 dílů                             |
| 2004      | Bereft                                       | Jonathan                      | televizní film                      |
| 2006      | Mysteries of the Freemasons                  | Vypravěč                      | televizní film                      |
| 2006–2013 | Dexter                                       | Dexter Morgan                 | 96 epizod                           |
| 2009–2010 | Dexter: Early Cuts                           | Dexter Morgan (hlas)          | 12 dílů                             |
| 2011      | Ztracené záznamy z Vietnamu                  | Vypravěč                      | 6 dílů                              |
| 2012      | Ruth & Erica                                 | Tom                           | 3 díly                              |
| 2014      | Roky nebezpečného života                     | Sám sebe                      | díl: „A Dangerous Future“           |
| 2015      | Justice League: Gods and Monsters Chronicles | Kirk Langstrom/ Batman (hlas) | díl: „Twisted“                      |
| 2015–2017 | Star proti silám zla                         | Toffee (hlas)                 | 9 dílů                              |
| 2017      | The Crown                                    | John F. Kennedy               | díl: „Dear Mrs. Kennedy“            |
| 2018      | V bezpečí                                    | Dr. Tom Delaney               | také výkonný producent              |
| 2019      | Documentary Now!                             | Billy May „Dead Eyes“ Dempsey | díl: „Any Given Saturday Afternoon“ |

### Divadlo
| Rok       | Název                                     | Role                 | Poznámky                                       |
| --------- | ----------------------------------------- | -------------------- | ---------------------------------------------- |
| 1996      | Jindřich V.                               | Earl z Warwicku      | Delacorte Theatre                              |
| 1996      | Timon of Athens                           | Caphis               | Delacorte Theatre                              |
| 1996      | Skylight                                  | Edward               | Bernard B. Jacobs Theatre                      |
| 1998      | Macbeth                                   | Malcolm              | The Public Theater                             |
| 1998      | Corpus Christi                            | Sv. Petr             | Manhattan Theatre Club                         |
| 1998      | Cymbelín                                  | Posthumus Leonatus   | Delacorte Theatre                              |
| 1999–2000 | Kabaret                                   | Emcee                | Studio 54                                      |
| 2002      | Chicago                                   | Billy Flynn          | Richard Rodgers Theatre                        |
| 2004      | R Shomon                                  | Reporter             | Divadelní festival ve Williamstownu            |
| 2005      | Mr. Marmalade                             | Mr. Marmalade        | Laura Pels Theatre                             |
| 2014      | The Realistic Joneses                     | John Jones           | Lyceum Theatre                                 |
| 2014–15   | Hedwig and the Angry Inch                 | Hedwig               | Belasco Theatre                                |
| 2015–17   | Lazarus                                   | Thomas Jerome Newton | New York Theatre Workshop King's Cross Theatre |
| 2018      | Thom Pain (based on nothing)              | Thom Pain            | Signature Theatre Company                      |
| 2019      | Skittles Commercial: The Broadway Musical | Sám sebe             | Midtown Manhattan's Town Hall                  |